# Lulla
Lulla là một thị trấn thuộc hạt Somogy, Hungary. Thị trấn này có diện tích 10,39 km², dân số năm 2010 là 229 người, mật độ 22 người/km².